# DX Century Club

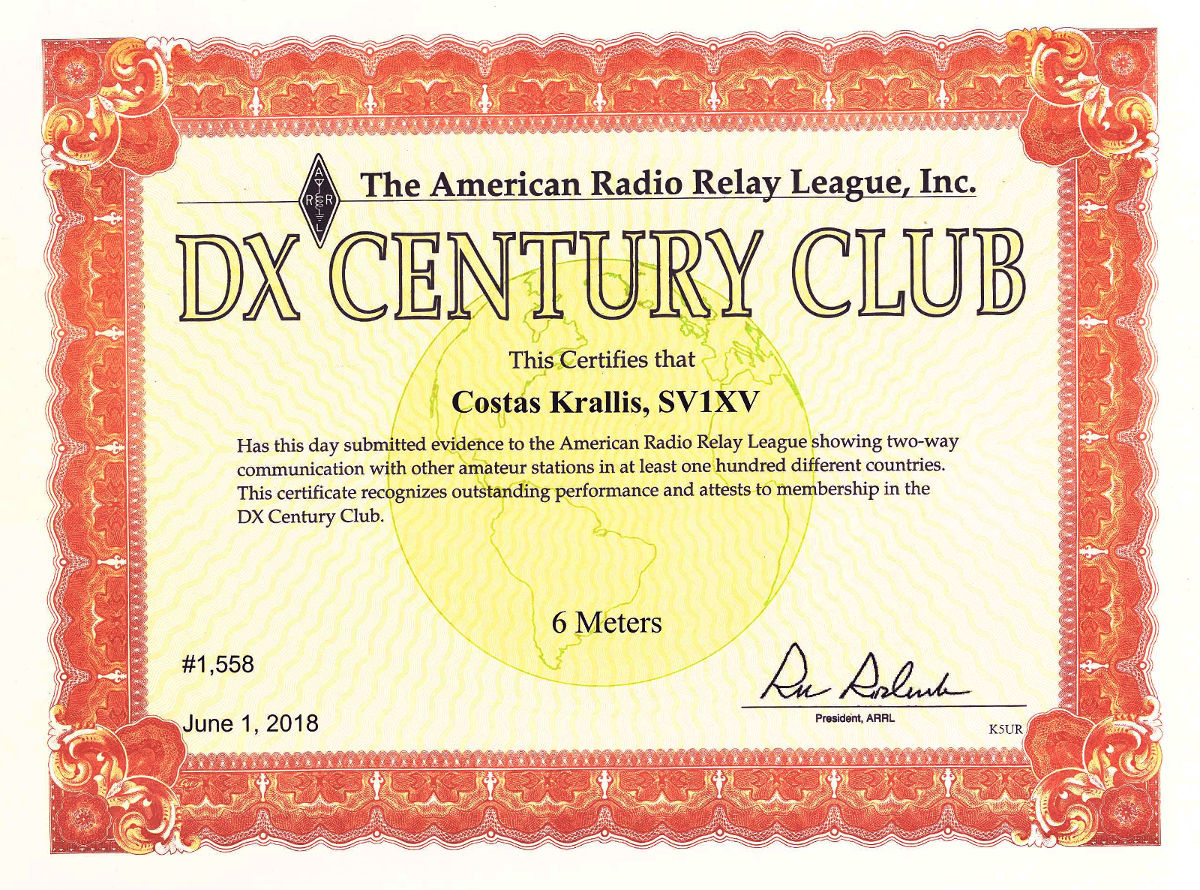
DX Century Club certificat

Le DX Century Club (DXCC) est un certificat attribué par l'American Radio Relay League (en) aux opérateurs radioamateur ayant effectué au moins 100 contacts confirmés avec les pays de la liste DXCC, tel que mentionné sur le diplôme. Puis des 'endorsements' sont possibles, et enfin l'honor roll pour ceux qui (en 2023, seuil évolutif) ont atteint 332 contrées confirmées.  Tous les détails sont disponibles sur le site de l' ARRL - DXCC Rules.  

## Description
Tous les radioamateurs du monde entier sont admissibles mais les candidats des États-Unis, de ses possessions, et de Porto Rico doivent être membres de l'American Radio Relay League (ARRL). 
La preuve doit être établie par QSL ou par Logbook of The World (en). Chaque certificat d'attribution DXCC est daté et numéroté individuellement.

## Histoire
En 1926, l'Union internationale des radioamateurs lance le certificat Worked All Continents (en) et en 1934, le magazine R/9 lance le prix Worked All Zones (en). L'ARRL débute en 1932 et en 1935 présente ses critères. Le premier certificat DXCC est attribué en 1937 mais le système est suspendu à cause de la Seconde Guerre mondiale. Le prix reprend alors le 15 novembre 1945. 
Le certificat est accordé aux opérateurs radioamateur qui effectuent une liaison avec une station radio amateur de plus de 100 entités géographiques et présentes sur la liste DXCC.
Il y a depuis octobre 2011, 340 entités dans la liste DXCC.  

## Les attributions de base
- Mixte (une combinaison de modes)
- Certificat DXCC Téléphone (radiotéléphone)
- Certificat DXCC CW (radiotélégraphie)
- Certificat DXCC Numérique
- Certificat DXCC Satellite
- Bande des 160 mètres • Certificat DXCC 160 mètres
- Bande des 80 mètres
- Bande des 40 mètres • Certificat DXCC 40 mètres
- Bande des 30 mètres • en:30-meter band
- Bande des 20 mètres • Certificat DXCC 20 mètres
- Bande des 17 mètres
- Bande des 15 mètres
- Bande des 12 mètres
- Bande des 10 mètres
- Bande des 6 mètres
- Bande des 2 mètres • Certificat DXCC 2 mètres

## Le DXCC Honor Roll
Il est attribué au radioamateur qui a confirmé des contacts avec 331 entités. 

## Le DXCC Honor Roll n°1
Il est attribué au radioamateur ayant confirmé des contacts avec 332 (seuil 2023)  entités. 

## Le challenge DXCC
Il est ouvert aux radioamateurs qui ont confirmé des contacts avec 1000 entités, ce qui impose de pouvoir valider la même entité sur différentes bandes. L'amateur avec le plus haut nombre de DXCC en fin d'année, reçoit la coupe Desoto, baptisée en l'honneur du fondateur des DXCC, Clinton B. DeSoto. Le deuxième reçoit une médaille d'argent et le troisième, une médaille de bronze. Une médaille d'or est aussi remis aux vainqueurs du challenge entre anciens vainqueurs. 

## Le QRP DXCC
Il est remis aux radioamateurs qui ont confirmé des contacts avec 100 entités avec une puissance de sortie de 5 watts maximum. 

## Le Satellite DXCC
Il est reconnu aux radioamateurs qui ont contacté au moins 100 entités par Amateur radio satellite (en).